# Kabinett Bernstorff I
Das Kabinett Bernstorff I bildete von 9. September 1848 bis September 1849 die von Großherzog Georg eingesetzte Landesregierung von Mecklenburg-Strelitz.
Großherzog Georg verfolgte zeitlebens eine reaktionäre Politik und setzte nur widerwillig während der Revolution 1848 eine Märzregierung unter dem konservativen Staatsminister Wilhelm von Bernstorff ein. Im Spätsommer 1849 war er wieder so erstarkt, dass die liberalen Regierungsmitglieder aus der Regierung gedrängt werden konnten.
| Amt            | Name |
| Staatsminister | Wilhelm von Bernstorff |
| Staatsräte     | Ferdinand Johann Carl Siemßen, 9. September – 1. Oktober 1848 Hermann von Buchka, 9. September 1848 – 11. September 1849 Hermann Held, 1. Oktober 1848 – 12. August 1849 |